# ترامواي بيروت
ترامواي بيروت هو نظام نقل سككي توقف عن الخدمة يعود إلى بدايات العقد الأول من القرن العشرين، في عهد الحقبة العثمانية، وقد خدم العاصمة اللبنانية بيروت على مدى أكثر من 5 عقود.
افتتح نظام الترام في بيروت في عام 1908 نيسان/أبريل واستمر حتى أيلول/سبتمبر 1965. وقد شهد العصر الذهبي لترام بيروت تغطية 12 كيلومترا حول مركز بيروت في العام 1931. ومع اعتماد السيارات عل نطاق أوسع؛ أزيلت سكك مسارات ترام بيروت، لتفسح المجال لإنشاء مزيد من الطرق وتوسيعها أمام تزايد أعداد السيارات، حتى توقف الترام بشكل لكامل في أيلول/سبتمبر 1964 بعدما اشترت الصين كل مركباته من لبنان.

## لمحة تاريخية
افتتح نظام الترام في بيروت في 1908 نيسان/أبريل واستمر حتى أيلول/سبتمبر 1965. وقد شهد العصر الذهبي لترام بيروت تغطية 12 كيلومترا حول مركز بيروت في 1931. ومع اعتماد السيارات على نطاق أوسع، أُزيلت مسارات الترام لتفسح الحاجة وهي الحاجة لمزيد من السيارات، حتى توقّف الترام بشكل كامل في سبتمبر 1964.

## الوصف؛ والشكل العام
كان ترامواي بيروت القديم في العهد العثماني على شكلين، منها المغلق والكبير والواسع، منه قاطرات تتسع لخمسين راكبًا ويبلغ وزنه سبعة أطنان، ومنها الشكل الوسطي الذي يتسع لثلاثين راكبًا ووزنه أربعة أطنان.
وكان مؤلفًا من قسمين، قسم للسيدات وقسم آخر للرجال، بينما يفصل بين المقاعد المتقابلة عمود حديدي.

## الخطوط
في أواخر عهد السلطنة العثمانية (1908-1918) كان هناك خمسة خطوط سككية للترام البيروتي:
• الخط الأول: فرن الشباك - باب ادريس - الجامعة الأميركية - رأس بيروت -المنارة.
• الخط الثاني: ساحة الحميدية (ساحة الشهداء اليوم) - طريق بيروت دمشق - فرن الشباك.
• الخط الثالث: ساحة الاتحاد (ساحة رياض الصلح اليوم) - البسطة - الحرش.
• الخط الرابع: فرن الشباك - شارع فوش - شارع المرفأ - محطة القطار.
• الخط الخامس: فرن الشباك - البرج - النهر - الدورة.
طوّر الفرنسيون هذا الخط وجعلوه في الاتجاهين (ذهابًا وإيابًا) بعد أن كانت باتجاه واحد، ووسّعوا الطرقات في الأماكن التي لا تشكّل خطرًا على السلامة العامة.